# Гусевка (Воронежская область)
Гу́севка — посёлок в Аннинском районе Воронежской области.
Входит в состав Рамоньского сельского поселения.

## Население
| 2000 | 2005 | 2010 |
| ---- | ---- | ---- |
| 143  | ↘133 | ↘93  |

## Улицы
- ул. Арбузная,
- ул. Деревенская,
- ул. Лесная.